# Grå havsabborre
Grå havsabborre (Epinephelus caninus) är en art i familjen havsabborrfiskar som finns i östra Atlanten.

## Utseende
En robust, avlång fisk med stor mun, 2 rader tänder (den bakre raden störst) och välutvecklade främre hörntänder (den kallas dogtooth grouper på engelska). Färgen varierar från mörkt rödbrun, gråviolett till gulgrå. Fenorna har samma färg, men med tydliga vita kanter på bakkanterna. Vanligen har den 2 till 3 mörka band längs huvudets sidor; dessa tenderar emellertid att försvinna hos stora exemplar. Ryggfenan har 11 taggstrålar i den främre, hårda delen, och tydliga inskärningar upptill i huden som förenar taggstrålarna. Den bakre, mjuka delen har 13 till 14 mjukstrålar. Analfenan har 3 taggstrålar och 8 mjukstrålar, medan bröstfenorna, som är tydligt längre än bukfenorna, består av 17 till 18 mjukstrålar. Som mest kan den bli 157 cm lång, och väga 78 kg (spanskt rekord satt i maj 2005).

## Vanor
Den grå havsabborren är en bottenfisk, som uppehåller sig vid dyiga sandbottnar på djup mellan 30 och 400 m. Födan består av fiskar och ryggradslösa djur. Arten kan bli mycket gammal; högsta konstaterade åldern (en individ från Mallorca) är 75 år.

## Betydelse för människan
Ett betydande kommersiellt fiske bedrivs, och IUCN utesluter inte att det kan ha en ogynnsam effekt på populationen. För närvarande verkar den dock vara vanlig i större delen av sitt utbredningsområde, och på grund av detta och det dåliga kunskapsläget har IUCN för närvarande klassificerat den under kunskapsbrist ("DD").

## Utbredning
Utbredningsområdet omfattar östra Atlanten från Portugal över Medelhavet (inklusive Svarta havet) och Kanarieöarna (där den dock är mindre vanlig) till Angola.